# Santa Maria (Cap Verd)
Santa Maria és una vila de pescadors situada a la part sud de l'illa de Sal, Cap Verd. Es troba a uns 16 km al sud de l'Aeroport Internacional Amílcar Cabral, i uns kilòmetres al sud de l'illa de capital Espargos.

## Història

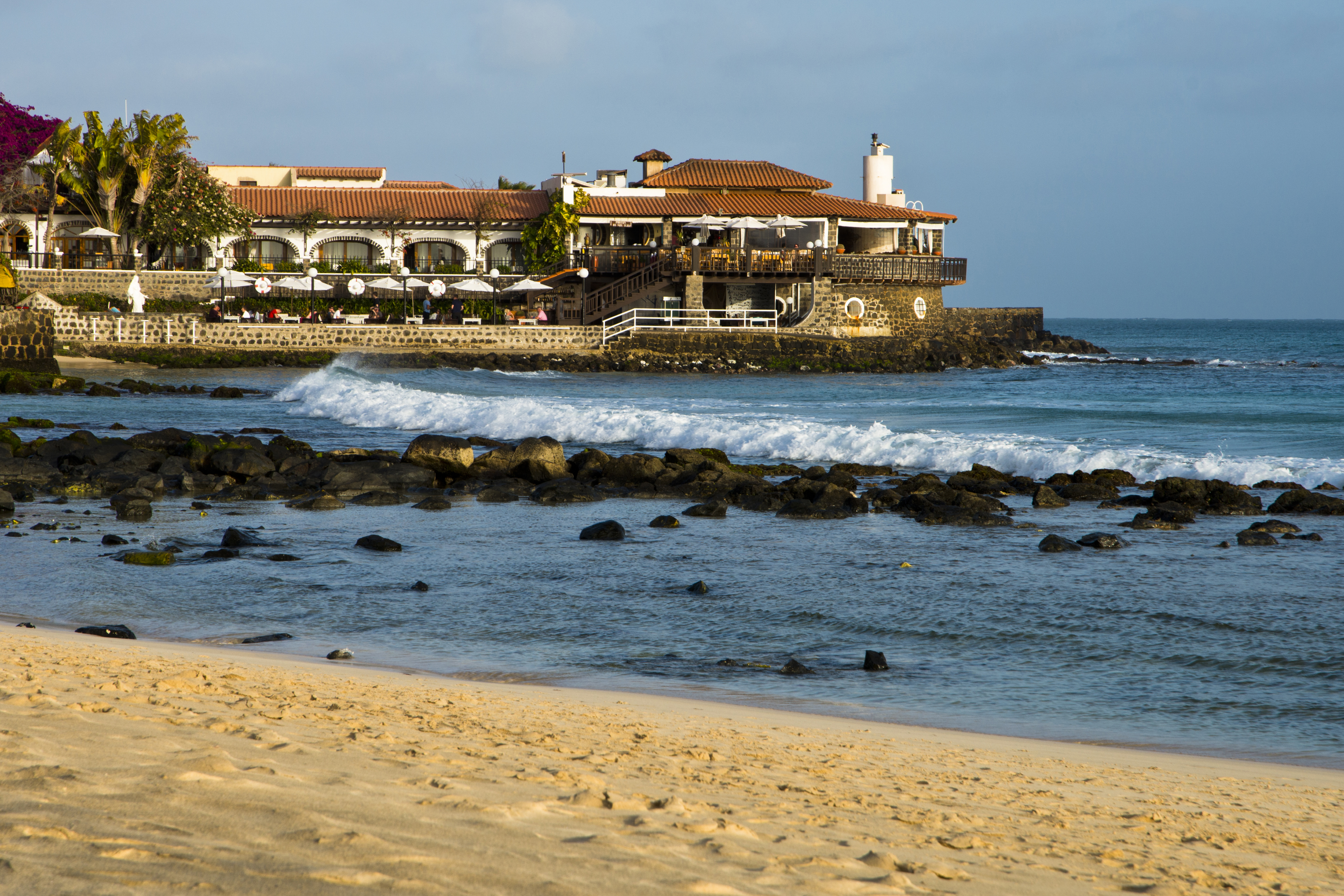
Platja de Santa Maria

Santa Maria va ser fundada el 1835 per la producció de sal marina. La major part del producte es va exportar al Brasil, que va ser abandonada en 1887 quan Brasil va imposar un alt impost sobre la sal importada per protegir la seva pròpia producció de sal. La ciutat va entrar en un declivi profund, però se'n recuperaria el 1920, quan els inversors portuguesos van reprendre la producció de sal per a l'exportació al Congo Belga. Això va durar fins a 1984. Més recentment, el turisme s'ha convertit en una indústria important a l'illa. Molts centres turístics i hotels, entre ells els complexos Riu Hotels de Riu Garopa i Riu Funana, situats a prop de Santa Maria, i en la dècada de 2000 es va construir una planta de tractament d'aigües residuals.

## Població històrica
| Any         | Població |
| ----------- | -------- |
| 1990 (Cens) | 1.343    |
| 2010 (Cens) | 6.258    |